# Aufwandgesetz

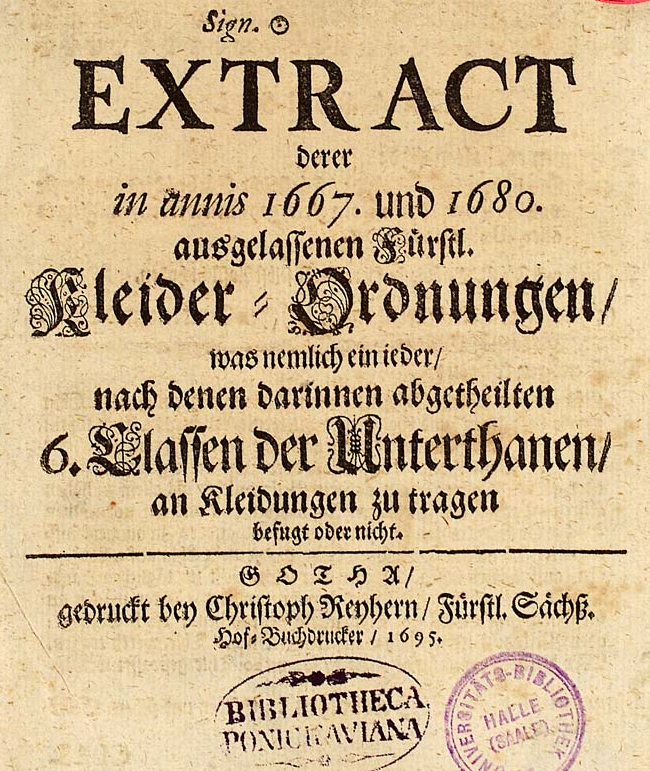
Extract derer in annis 1667. und 1680. ausgelassenen Fürstl. Kleider-Ordnungen

Als Aufwandgesetze bzw. Luxusgesetze wurden obrigkeitliche Anordnungen bezeichnet, die verschiedenen Ständen unterschiedlichen Luxus zubilligten. Insbesondere handelt es sich hierbei um die so genannten Kleiderordnungen oder auch die Hochzeitsordnungen. Sie verlieren sich in Deutschland in der Zeit des Absolutismus mit dem Erlöschen städtischer Eigenkultur im frühen 18. Jahrhundert und werden mit der Aufhebung der gesetzlichen Schranken zwischen den verschiedenen bürgerlichen Ständen endgültig bedeutungslos.
In Herders Conversations-Lexikon von 1854 heißt es:
„Aufwandgesetze, Luxusgesetze sollen Individuen oder Ständen die Gränze vorschreiben, wie weit sie in ihrem Auffwande für Kleidung, häusliche Einrichtung, Gastmahle, Familienfeier u.s.w. gehen dürfen; im Alterthum und durch das Mittelalter bis in die neue Zeit herab durchgängig erlassen und gehandhabt, sind sie von der neuen Gesetzgebung fast allgemein beseitigt worden“.